# デ・ハビランド DH.106 コメット
デ・ハビランド DH.106 コメット
英国海外航空のDH.106 コメットIV
- 用途：旅客機、軍用機
- 分類：第1世代ジェット旅客機
- 製造者：デ・ハビランド・エアクラフト
- 運用者:
  - 英国海外航空
  - メキシカーナ航空
  - アルゼンチン航空
  - エールフランス航空
  - オリンピック航空
  - ミドル・イースト航空
  - ほか
- 初飛行：1949年7月27日
- 生産数：112
- 運用開始：1952年5月
- 退役：1982年
- 運用状況：全機退役

デ・ハビランド コメット (de Havilland DH.106 Comet) は、イギリスのデ・ハビランド社が製造した世界初の大型ジェット旅客機。「コメット」の名称は自社のデ・ハビランド DH.88に続いて二代目である。
定期運航就航後、程なくして、与圧された胴体のくりかえし変形による金属疲労が原因の空中分解事故を連続して起こした。これらの多くの犠牲者を出した事故の無数の教訓によって航空技術、とりわけ安全性を向上させることになった。

## 計画

### ブラバゾン委員会
イギリスでは1930年代、インペリアル・エアウェイズやブリティッシュ・エアウェイズ（当時）が、大型の陸上機・飛行艇を用いて、世界各地の海外植民地への航空輸送路を開拓し、アメリカ合衆国と覇を競い合った。インペリアルとブリティッシュ・エアウェイズは1939年に合併して英国海外航空（BOAC）になるが、第二次世界大戦の激化により、民間長距離航空路の開拓は一時休止を強いられる。
第二次世界大戦中、イギリス政府はアメリカ合衆国との取り決めで、欧州戦線に投入する重爆撃機の生産に集中することになり、一方のアメリカは輸送機供給を担当することになった。
アメリカはこの取り決めにより、高性能旅客機の設計をベースとした軍用輸送機を大量生産した。主力双発機のダグラスC-47（DC-3の軍用型）のみならず、C-54（ダグラス DC-4の軍用型）や、与圧機構装備のC-69（ロッキード コンステレーションの軍用型）など、当時最大級の4発の大型プロペラ輸送機をも生産・供給し、その過程で後年にまで至る大型輸送機の製造・運用ノウハウを蓄積していったのである。
対ドイツ戦での機材供給合理化には両国分担も適切であったが、イギリスからすれば、自国メーカーがその能力を爆撃機生産に傾注し続けることは、戦争終結後に見込まれる民間輸送機需要へのノウハウ構築に寄与しないのは明らかであった。
当時のチャーチル政権は、戦後の民間航空分野でも自国の先進性を保持し、その市場のニーズを探る目的で、保守党の政治家であると共に英国航空界の指導的立場にあったロード・ブラバゾン・タラを委員長とするブラバゾン委員会を1943年2月に立ち上げ、具体的なプランを検討させることになった。翌1944年にはタイプ1からタイプ4までの旅客機案がまとめられ、各々が国内の航空機メーカーに提示された。

### コメットの開発

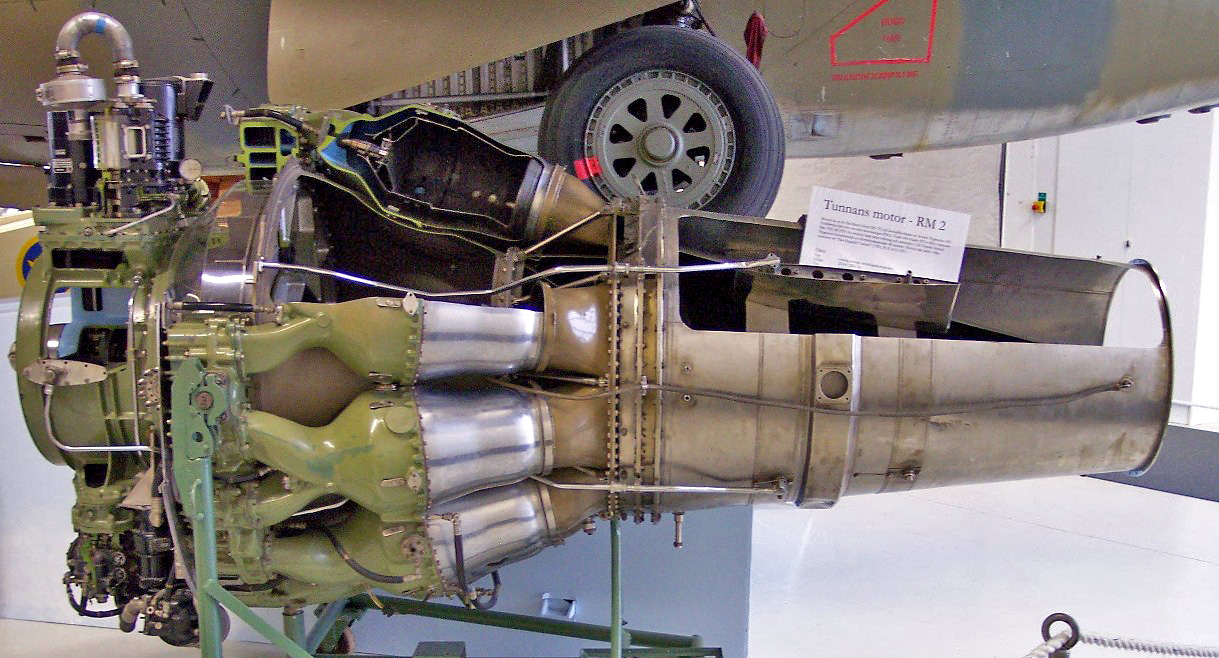
コメット Mk.I に装着された物と同系の「ゴースト」エンジン

後にコメットと呼ばれる機体は、当初タイプ4として提案されたカテゴリー、即ち超高速で大西洋横断飛行可能な「ジェット郵便輸送機」として計画されていた。
しかし、同国初ジェット戦闘機の開発に成功していた老舗航空機メーカー・デ・ハビランド社は、より大型化した「ジェット旅客機」という全く新しいジャンルに挑むことを表明し、軍需省から2機、英国海外航空（BOAC、現ブリティッシュエアウェイズ）から7機の仮発注を受け、国家プロジェクトとして1946年9月に開発が始動した。
計画着手時には24席クラスの無尾翼機案が有力だったが、同年、デ・ハビランド社がドイツのMe163「コメート」を摸して開発した無尾翼高速研究機DH.108は試験飛行中に墜落、同社創業社長サー・ジェフリー・デ・ハビランド（Geoffrey de Havilland）の息子で事故機の操縦者だったジェフリー・ジュニアは死亡した。このためデ・ハビランド社長にとって、世界初のジェット旅客機を自らの手で早期に完成させることは悲願になり、機体は堅実な緩後退翼案に転換すると共に、融通性重視で自社製ターボジェットエンジン「ゴースト」 エンジンが選定された。
イギリスで開発され、第二次世界大戦終結時には既に十分な実績を積んでいた遠心圧縮式ターボジェットエンジンだったが、機械的限界から推力5,000ポンド（lbf）（≒22kN, 2,300kg）以上に向上する余地がほとんどなく、当時における最強水準であったデ・ハビランド「ゴースト」やロールス・ロイス「ニーン」とて例外ではなかった。
ジェットエンジンの改良面で、遠心式よりも構造は複雑化するが、小径で応答性に勝り、制御パラメータがより多く取れ、発展性のある軸流式への転換は技術的必然であった。しかし後退翼と同様に、軸流式ターボジェットエンジンの分野で先陣を切っていたドイツの技術者は、ドイツ敗戦と同時に米ソが奪い合う形で自国に招聘していたため、英仏は独自開発を余儀なくされ、大きく出遅れていた。コメットの設計着手時に基礎研究段階にあった、軸流式エンジンのロールス・ロイス「エイヴォン」、並びにアームストロング・シドレー「サファイア」の開発は難航し、実用化は1950年以降になると予想された。それらの完成を待っていてはコメット計画全体が遅延するため、敢えて小出力の「ゴースト」で試作が進められることになった。
機体の規模に対して、4発をもってしても推力が不足する「ゴースト」の採用は、設計全体に影響を及ぼした。コメットがいまだ製図板上にあった1947年末に、米ボーイングはドイツから受け入れた亡命技術者達に青天井の予算を与え、戦時中のプロジェクトを継続させた結果、後退翼を持つ超革新的な6発式大型ジェット戦略爆撃機 B-47 を進空させると共に、後に主流となる主翼パイロン吊下式のエンジン搭載法を特許で固めてしまった（ボーイングはその後1952年に進空させた超大型ジェット爆撃機・B-52において、8発ものエンジンを吊下式で搭載して必要なパワーを確保している）。このため、デ・ハビランド社の主任技師ロナルド・ビショップ（Ronald Bishop）は、空気抵抗の低減を兼ねて主翼付根に大径な遠心式エンジンを2基ずつ埋め込む回避策を選んだ。
推力の不足を補い、高与圧（高度 35,000 ft=約 10,000 m 時に 0.75 気圧=2,700 m 相当を保つ）と、-60 度Cに達する低温に耐える必要から、機体には「DH.98 モスキート」など同社のお家芸とも言える木製高速機で十分な経験を積んだ、合成系接着剤が多用され、新開発の超々ジュラルミン薄肉モノコック構造による徹底した軽量化と、表皮の平滑化が図られた。後にすべての大型機に装備されるボギー式主輪を初採用したのもコメットで、これらはロイヤル・エアクラフト・エスタブリッシュメント (RAE) との共同開発である。

## 完成

### 試験飛行

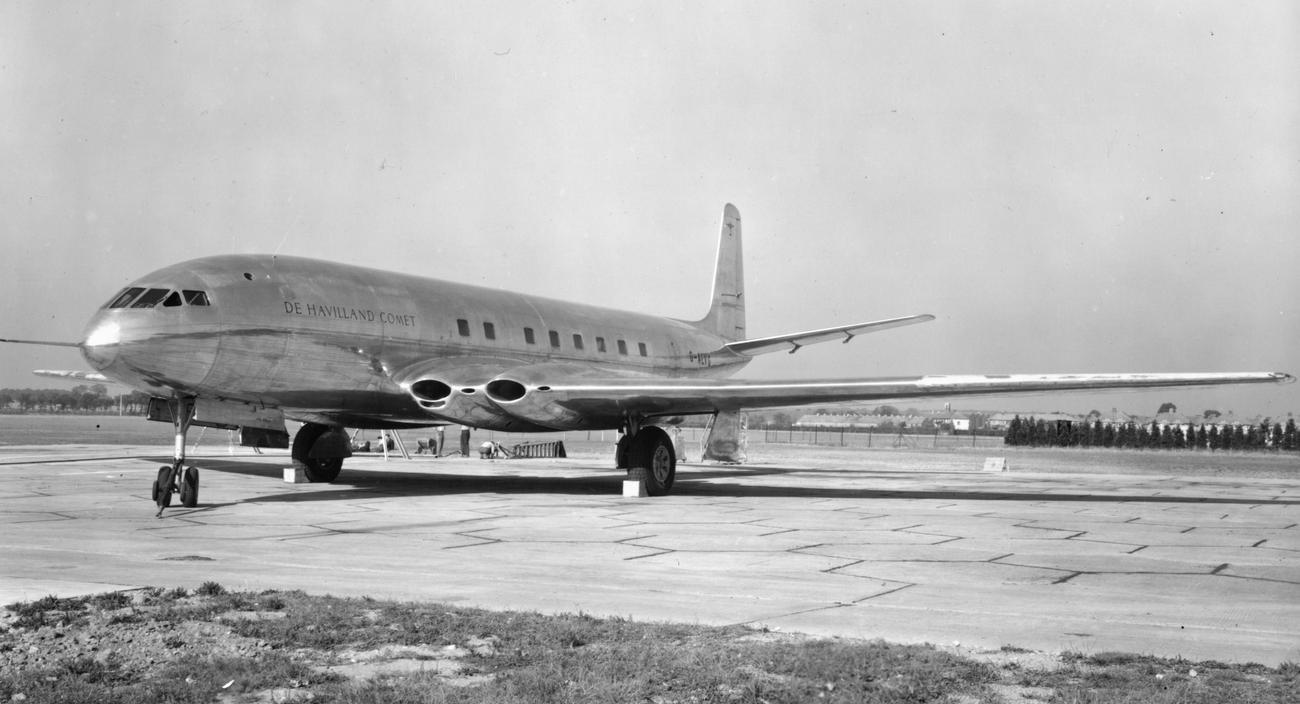
試作初号機

コメット試作初号機の進空が行われた1949年7月27日は、ジェフリー・デハビランド社長自身の57歳の誕生日であった。彼はこの日、世界初のジェット旅客機の初飛行にあたり、チーフ・テストパイロットのジョン・カニンガム元空軍大佐と共に、自ら操縦席に座った。
これは当時の最新鋭機であるダグラス DC-7よりも早く、ロッキード コンステレーションの改良版であるL-1649スーパーコンステレーションとほぼ同時であるものの、アメリカのライバル達はいずれも巡航速度500km/h台以下のレシプロ機であり、コメットの実用化は他の追随を引き離した独走状態であった。
しかし同時期の軍用機分野では、既に1947年に後退翼の大型ジェット戦略爆撃機B-47が実用化されており、そのスケールと共に「フラミンゴのようにスマート」と評されたほど優美なフォルムで全世界に衝撃を与えていた。対してまるでレシプロ機をジェットエンジンに換装したのみのように見え、さらに後退翼もない保守的な外観のコメットには失望の声も半ばしていたという。
試作2号機の処女飛行も、1950年の同じ7月27日に同じメンバーでなされた。その後テスト飛行が本格化され、離着陸時の安定性や、舗装が貧弱な滑走路への重量配分を考慮し、主脚が大型のタイヤ1個から現代の大型旅客機でもよくみられる4個のものに変更されるなど、就航を見すえて様々な改良が施された。

### 就航

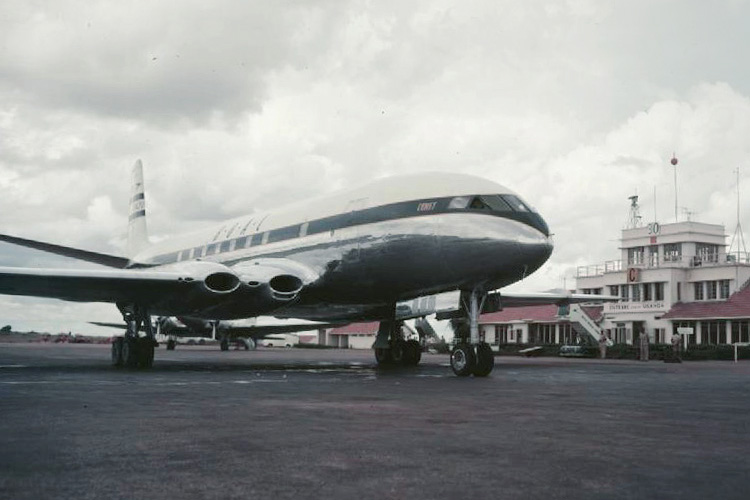
英国海外航空のコメットMk.I（エンテベ国際空港）

1951年1月9日にはコメット Mk.Iの最初の量産型（G-ALYP）が英国海外航空（BOAC）に納入された。速度・高度共に前人未到の領域を飛ぶ初のジェット旅客機には、地上支援体制を始め運航システムのほとんどすべてを新規開発する必要があり、イギリス空軍、英国海外航空と協働の上、航路開拓も含めて2年間の入念な準備期間が置かれ、その間2機の試作機（G-ALVG、G-ALZK）は世界各地に飛来し、先々で羨望を浴びた。
1952年5月2日に、満を持した初の商用運航が英国海外航空のコメット Mk.I によってヒースロー - ヨハネスブルグ（ローマ、カイロ、ハルツーム、エンテベ、リビングストン経由）間で行われ、所要時間を一気に半減させてみせた。同年内には5機のコメットMk.Iが完成し、定期運航や試験飛行に使用された。同年7月8日にはBOACのコメットMk.Iが東京国際空港（羽田）に試験飛行で飛来し、ロンドン・東京間を27時間22分という新記録を打ち立てた。
コメットMk.Iは乗客数はダグラス DC-6やロッキード・コンステレーションなどの従来のプロペラ機と同等かそれ未満で、航続距離も同様であり、太平洋はおろか大西洋横断路線の無着陸横断も不可能であった。
しかし、従来の2倍の速度だけでなく定時発着率の高さも実証され、さらに天候の影響を受けにくい高高度を飛行することや、ピストンエンジンと違い振動も少なくスタートまでの時間も短いなど快適性もレシプロ機の比ではない事が明らかになり、英国海外航空のみが就航させていた初年度だけで3万人が搭乗する人気を博した。

### 運航拡大

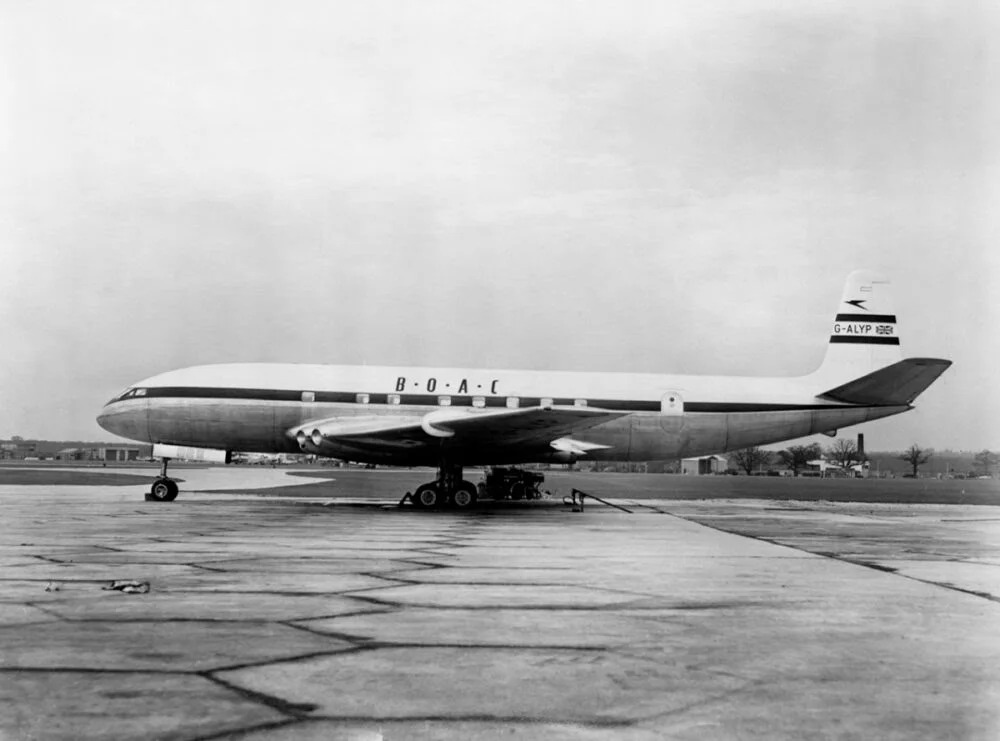
英国海外航空のコメットMk.I（G-ALYP、ヒースロー空港）

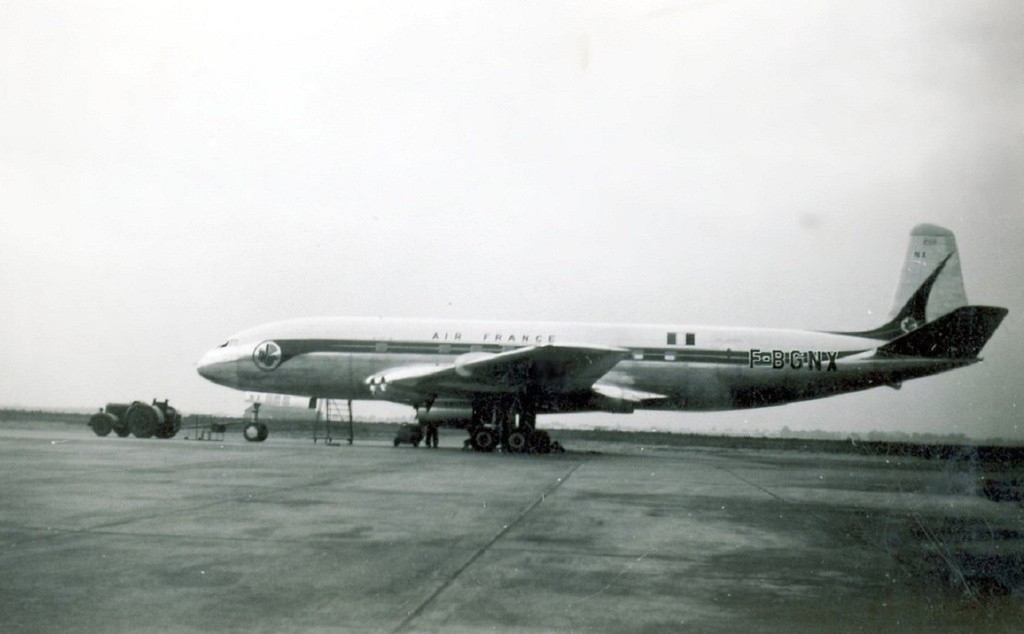
エールフランスのコメットMk.I

翌1953年には試作2号機がファーンボロー国際航空ショーで超低空90度バンク（ローリング）ターンを決めて見せたほか、エリザベス王太后らを乗せた招待飛行を行うなど、イギリス航空界はその存在を存分にアピールした。
さらに8月には南回り航路でヒースロー-羽田間（ローマ、ベイルートまたはカイロ、バーレーン、カラチ、カルカッタ、ラングーン、バンコク、香港、マニラ、沖縄経由、週2便運航）や、ヒースロー-イギリス領シンガポールという長距離路線にも定期就航した。
第二次世界大戦中にジェット機の試作と量産開始にまで成功したものの、占領下で航空機開発の一切を禁じられ、ジェット時代の到来になす術もなくいた日本の元航空技術者たちは、コメットの銀翼と快音に悔しがったと言う。
「ドル箱路線」の1つであった大西洋横断路線にこそ就航していなかったものの、順次航路を全世界に拡大したのみならず、まもなくエールフランスやトランス・カナダ航空、UATなどでも運航開始され、懸念された燃費も低廉なジェット燃料と高い満席率で相殺できることがわかり、就航当初の様子見気分は払拭された。また、イギリス王室メンバーの海外訪問やオーストラリアなどのイギリス連邦諸国、そして植民地訪問にも頻繁に利用され、その威信を内外に誇示した。
ロールス・ロイス・エイヴォン・エンジン搭載のパワーアップ型 Mk.IIは、日本航空やパンアメリカン航空、エア・インディア、南アフリカ航空、アルゼンチン航空など世界中の長距離国際線を運航するフラッグ・キャリアから50機以上のバックオーダーを抱え、コメットは順風満帆の船出であった。
さらに大西洋横断飛行用に航続距離延長と機体の延長が施されることとなったコメットMk.IIIは、パンアメリカン航空やキャピタル航空などのアメリカの航空会社からの発注を受けるなど、量産体制に入ったデ・ハビランドは前途洋々であった。

## 連続事故

### 運航停止と再開
就航から1年の間に3機の Mk.I/IAが離着陸時の事故で失われたが、乗客に死者は出なかった。何れも高速機特有の挙動に不慣れなパイロットの操縦ミスによるものと判断されたが、マニュアルが改訂され運用法が変更された他、既存機にも失速性能向上のための改良が施された。
しかし1954年1月に、ローマのチャンピーノ空港を離陸後、イタリア近海を飛行中の英国海外航空のMk.I/IAが墜落し、乗客乗員35人が全員死亡した（英国海外航空781便墜落事故）。回収された残骸の状況などより空中分解が疑われ、本件事故の発生を受けた英国海外航空はコメット全機の運航を停止し、東京、シンガポール、ヨハネスブルグに駐機していた3機を、郵便物以外空席のまま低空飛行でロンドンに呼び戻した。
その後耐空証明を取り消されたが、問題部分と思われた個所を改修後に運航が再開された。しかし運航再開後の同年4月にも、イタリア近海を飛行中の南アフリカ航空のMk.I/IA機が墜落し、乗客乗員21名が全員死亡した（南アフリカ航空201便墜落事故）。
2度に渡る空中分解を受けてコメットは再び耐空証明を取り消され、全機運航停止処分になった。この時も羽田空港に滞在していた英国海外航空機が、運航停止の報を受けて乗客を乗せず、低高度飛行をして急遽本国に取って返している。

### 徹底調査

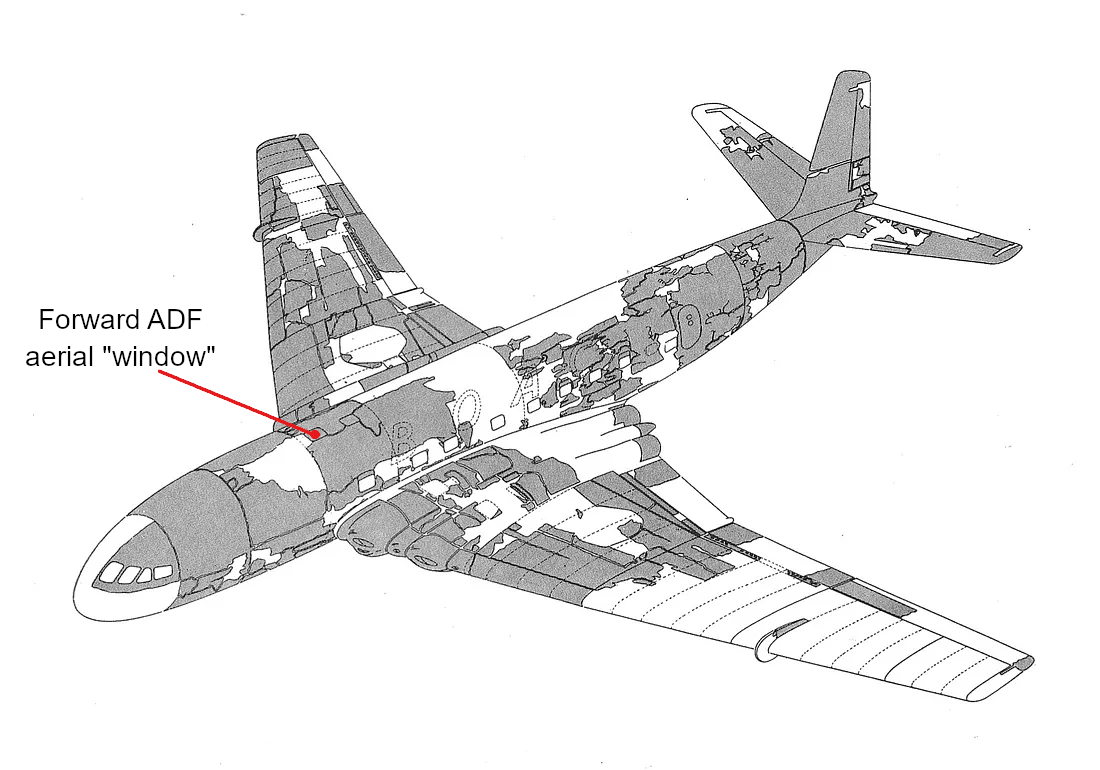
回収され復元されたG-ALYP機と亀裂発生個所

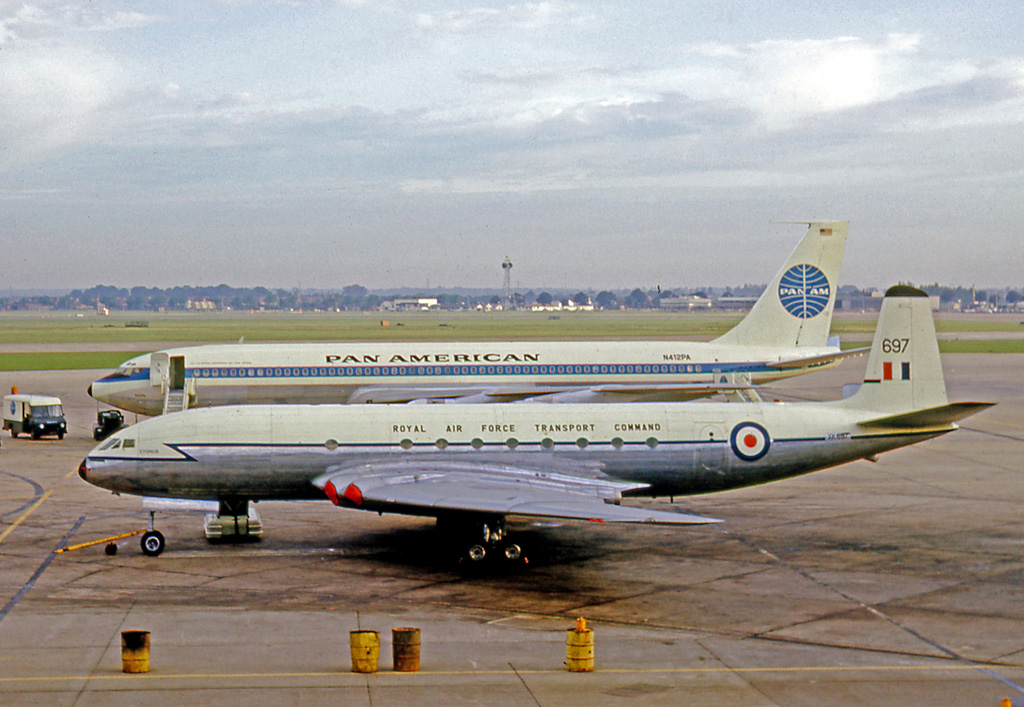
イギリス空軍のコメット C.2

時のイギリス首相のウィンストン・チャーチルから「資金と人員を惜しまず徹底調査せよ」との指示を受けたロイヤル・エアクラフト・エスタブリッシュメント (RAE) によって、イタリア沖に1月に墜落した機体の大規模なサルベージと復元作業が行われ、イギリス国内のみならず、アメリカからダグラスも参加して徹底的な調査が実施された。
いくつかの事故原因が取りざたされる中、最も有力な説として与圧された胴体が高高度を飛行する中で金属疲労で破壊された可能性が指摘された。そこで実際に英国海外航空で使用されていたコメットMk.I1機を試験用に廃用、巨大な水槽を建造して中に胴体を沈め、水圧を掛けて地上で人工的に与圧状態を作り出し、これを解除するサイクルを繰り返す、極めて大がかりな再現実験が計画された。
人力制御で1954年6月初旬から開始された試験では、致命的な破損が発生まで数ヶ月かかると予想されたところ、実際には3週間足らずで発生した。その後実験データを解析した結果、数万フライト分と計算されていた構造寿命が、実際には一桁低かったことが判明した。1955年2月には、離着陸サイクルで加減圧と熱収縮の反復に晒されたことで発生した金属疲労が原因だとする、最終報告が纏められた。窓枠の角、或いは航法装置取付部に亀裂が発生し、これが成長して機体が破裂的な空中分解に至ったのである。
このシークエンスが明らかになったことで、その後のジェット旅客機は、応力の集中する窓などの開口部の角を丸くし、また万一亀裂が生じてもその成長を食い止めるフェイルセーフ構造が採り入れられた。
なお、連続墜落事故発生当時、製造ライン上にあったMk.IIは量産型13機が完成した。日本航空やパンアメリカン航空など世界各国の航空会社から受けていた発注をすべてキャンセルされたが、胴体構造を変更、強化し、飛行回数を制限した上で、イギリス空軍の輸送機として継続運用され、安全性を実証する傍ら飛行データの収集が続けられた。

## 再就航

### Mk.IIIの登場

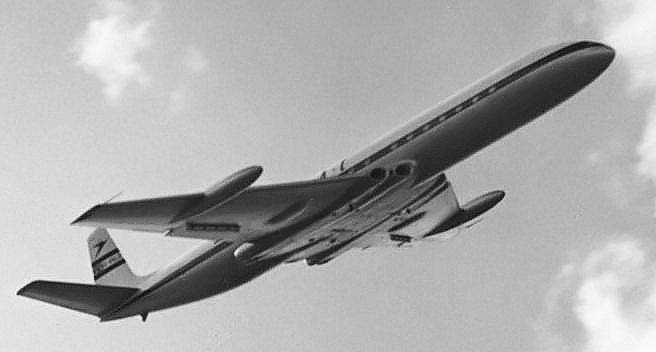
英国海外航空のコメットMk.III

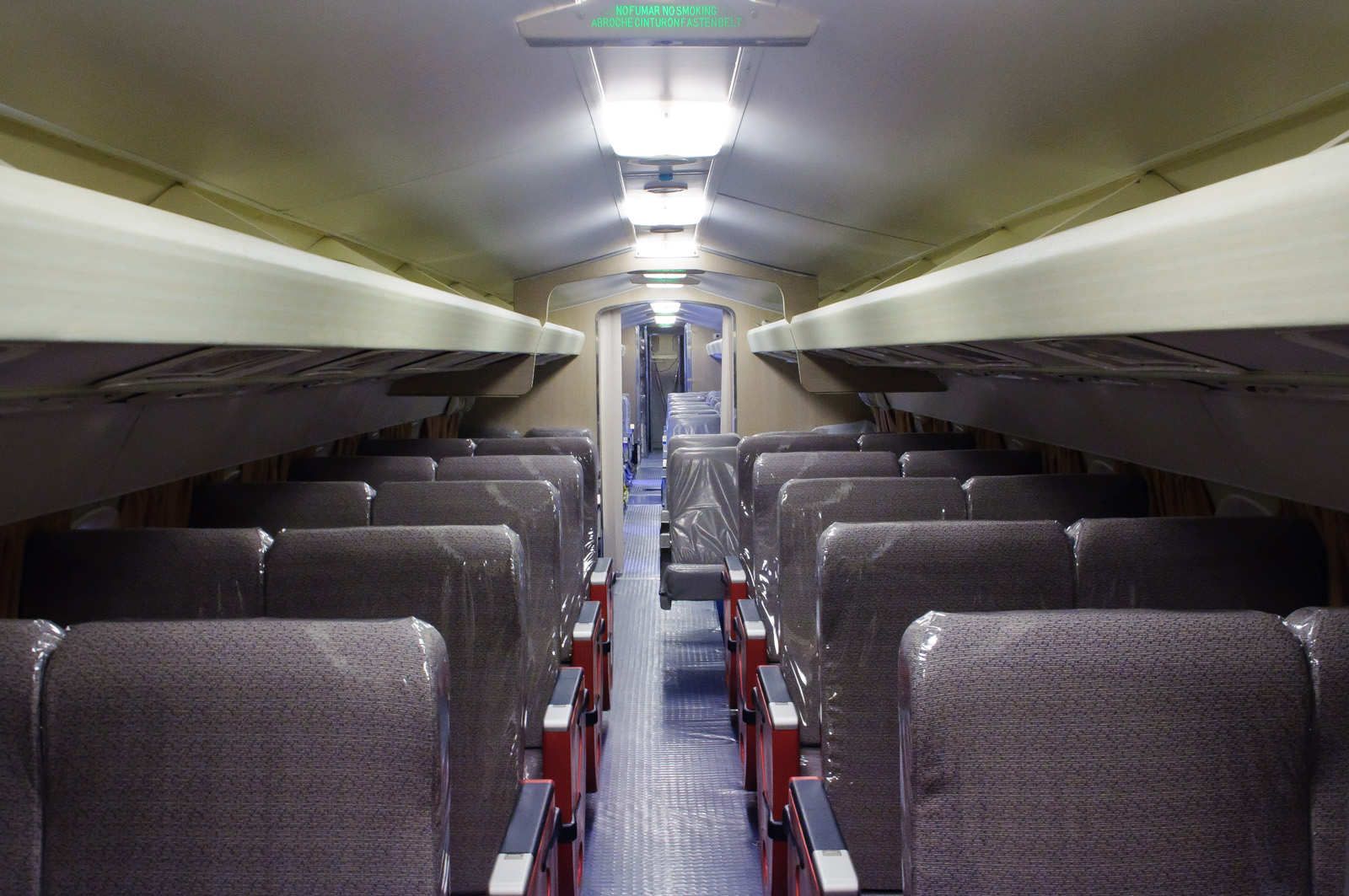
コメットMk.IVのインテリア

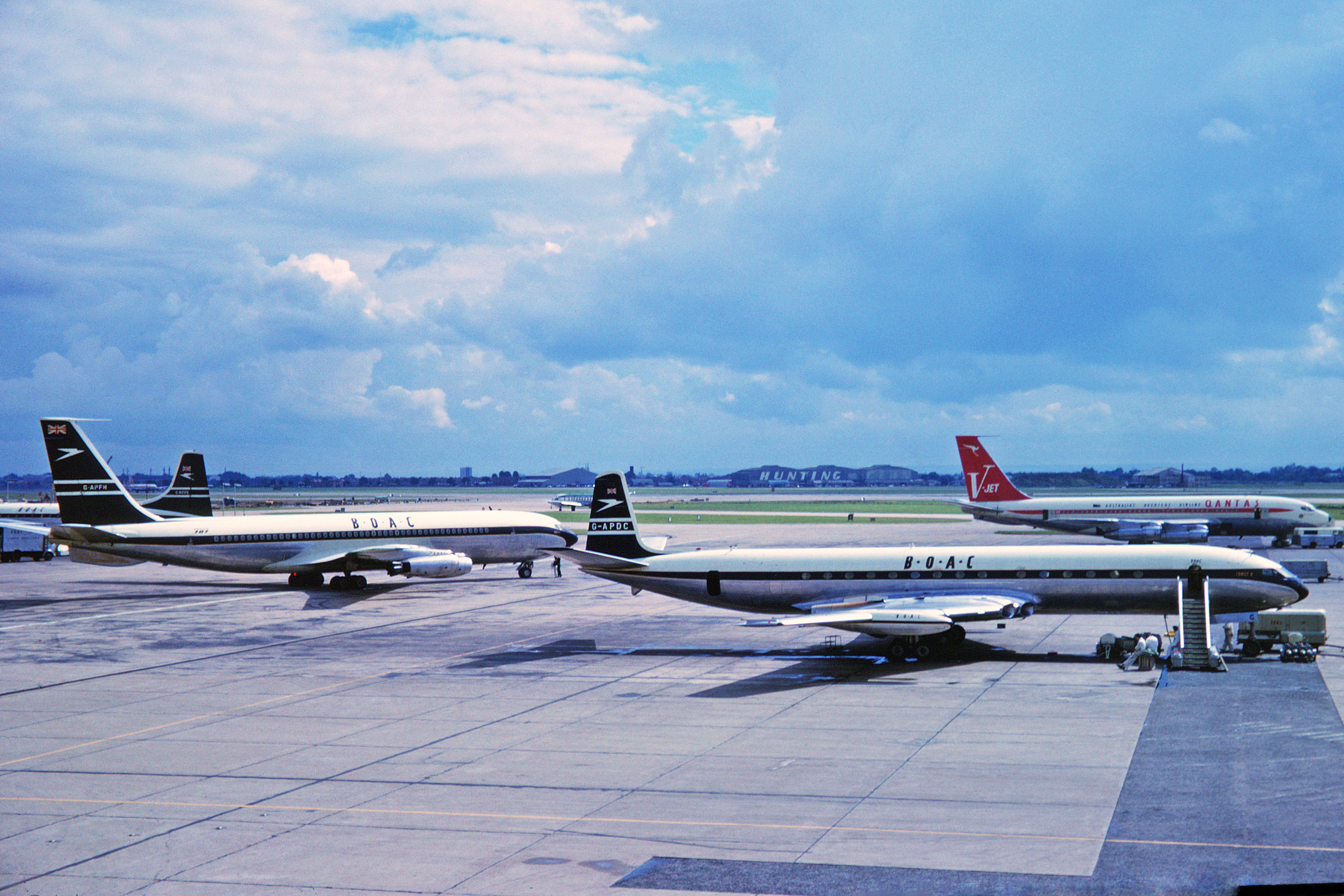
英国海外航空のボーイング707に囲まれるコメットMk.IV

続くMk.IIIはこれらのフィードバックを受けて抜本的な改設計を受け、大西洋横断飛行が可能なストレッチ版の本格仕様に成長し、1954年末に初飛行し、1機だけ生産された原型機は主にロールス・ロイス社のジェットエンジンの試験機（フライング・テストベッド）として運用された。
しかし同年367-80（後のボーイング707）を進空させたアメリカのボーイングが、自社の新型旅客機が実用化するまでの間、FAAに政治的圧力を掛けてアメリカの耐空証明の再発行を先延ばしさせ続けさせたとも言われ、また英国海外航空も1956年にはボーイング707を発注していた。
さらにパンアメリカン航空や日本航空、アリタリア航空などの航空会社からはコメットの再発注を得られず、設計着手から10年を経ていたコメットはこの空白期間にリードを失い、陳腐化を余儀なくされてしまった。

### Mk.IVの登場
改良型のMk.IVは、かねてから運航を行っていた英国海外航空に併せて、アルゼンチン航空、ダン・エア、オリンピック航空やメヒカーナ航空、マレーシア・シンガポール航空など多数の航空会社からの発注を受け、1958年10月4日に英国海外航空の手によって漸くロンドン（ヒースロー） - ニューヨーク（アイドルワイルド）間の定期便に再就航した。

### 競争の激化
しかしMk.IVは、わずか1か月弱後に就航した、より高速でより多くの客と荷物を収納できる大型のボーイング707や、ダグラス DC-8やコンベア880ら第2世代機との競合に敗退していった。そこで、乗客数の少ない路線にターゲットを絞ったが、皮肉なことにそちらは血縁関係ともいえる中短距離用のシュド・カラベルが好調なセールスとなっていた。

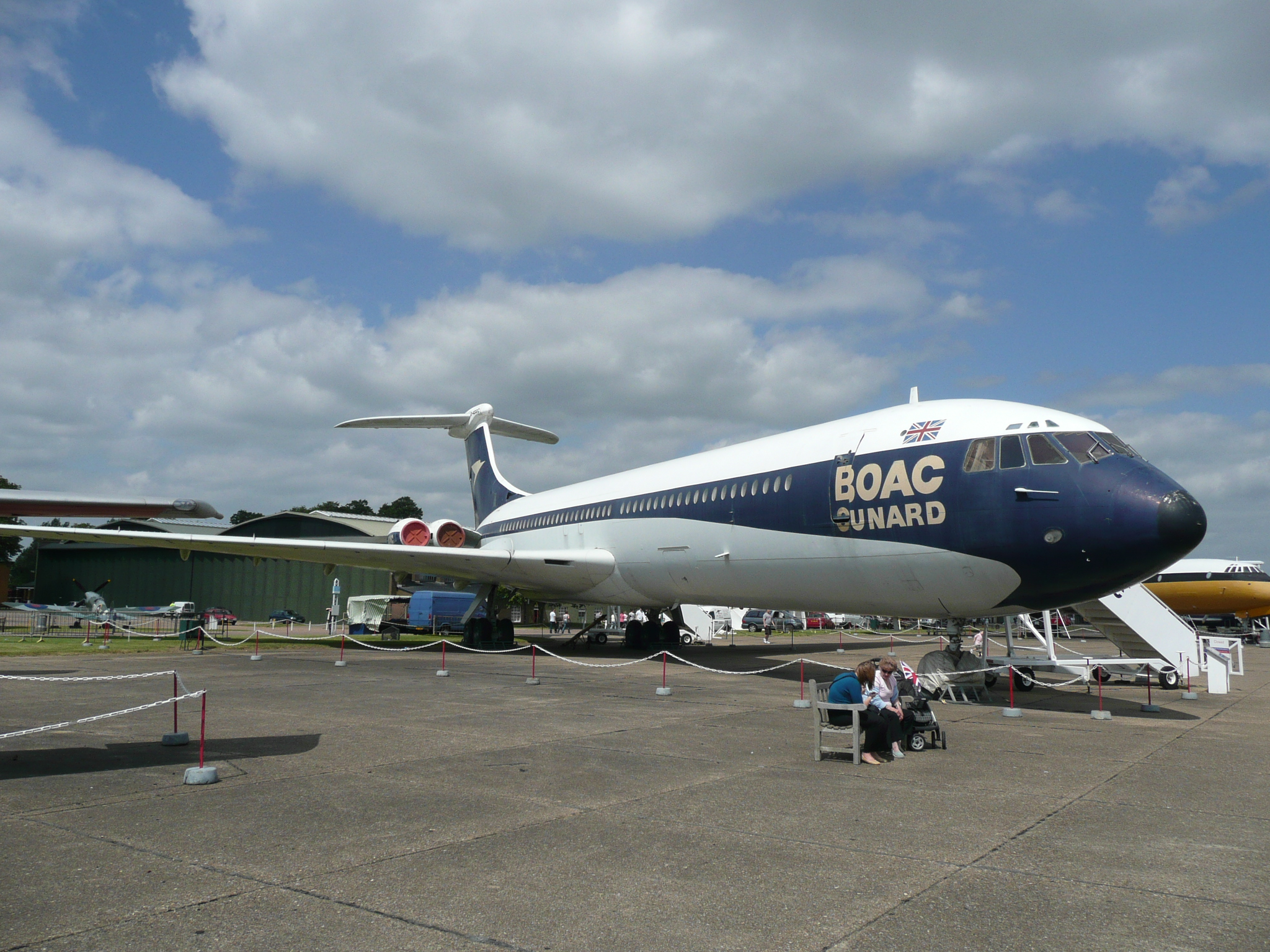
BOACキュナード航空のVC10

さらに1960年10月には英国海外航空のボーイング707が納入されたため、就航からわずか2年でドル箱であるヒースロー-アイドルワイルド線から撤退した。以降は北アメリカや極東、オーストラリア路線からも逐次撤退し、中東や西アジア、アフリカなどの比較的競争が激しくない中距離帝国（MRE、Medium-Range Empire）ルートを中心に飛ぶようになった。
1962年には事実上の後継機となるイギリス製のビッカース VC10や、中短距離向けのホーカー・シドレー トライデントが就航したことなどによりオーダーが途絶え、1964年にコメット4の生産は79機で終了した。
コメットにはジェットエンジンをロールスロイス「コンウェイ」に換装し、座席を増加させたコメット5の開発計画もあったが、発注がなかったため実現せず、コメットシリーズは全シリーズ合計112機をもって生産を終了した。

### 退役

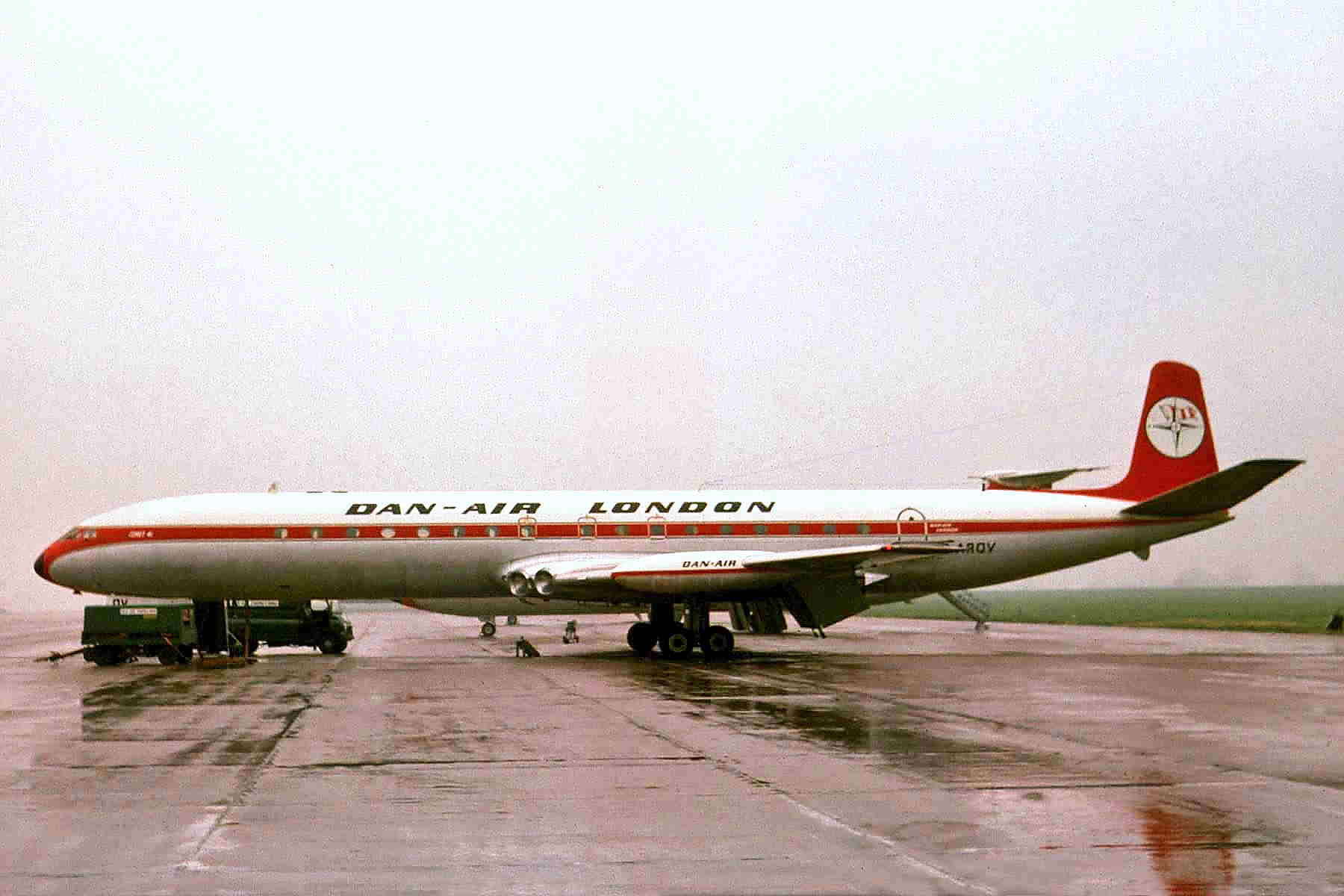
ダン・エアのコメットMk.IV

生産は終了したものの、Mk.IIとMk.IVシリーズの事故率は同時代に就航していた競合機より明らかに低く、連続事故後に施された安全対策が完全に奏功したことを実証してみせ、その後も英国欧州航空やTAP ポルトガル航空、ミドル・イースト航空、エジプト航空など世界各国の航空会社で運用された。
しかし、国際線旅客機の急速な大型化や高速化、さらに中近距離路線のジェット化により、英国海外航空を含む主要な運航航空会社もボーイング707やダグラスDC-8などへの代替を進め、英国航空会社はボーイング707やヴィッカースVC-10が揃った1960年代後半に運航を終了した。
さらにほかの航空会社も、より運航効率の良いボーイング727やホーカー・シドレー トライデント、ボーイング737やマクドネル・ダグラス DC-9などの中型機が相次いで登場したこともあり、1982年までに全ての航空会社から全機退役している。なお貨物専用機にするには胴体が細く、また燃費も悪くわずか数機が貨物専用機にコンバートされたのみであった。最後まで使用した航空会社はイギリスのダン・エアであった。

## 仕様
|                  | コメット Mk. I                               | コメット Mk. I                               | コメット Mk. I                             | コメット Mk. II                               | コメット Mk. III                              | コメット Mk. IV                               | コメット Mk. IV                                | コメット Mk. IV                                |
| タイプ名         | コメット 1                                   | コメット 1A                                  | コメット 1XB                               | コメット 2                                    | コメット 3                                    | コメット 4                                    | コメット 4B                                    | コメット 4C                                    |
| 全長             | 28.61 m                                      | 28.61 m                                      | 28.61 m                                    | 29.53 m                                       | 33.98 m                                       | 33.98 m                                       | 35.97 m                                        | 35.97 m                                        |
| 全幅             | 34.98 m                                      | 34.98 m                                      | 34.98 m                                    | 34.98 m                                       | 34.98 m                                       | 34.98 m                                       | 32.83 m                                        | 34.98 m                                        |
| 胴体幅           | 2.97 m                                       | 2.97 m                                       | 2.97 m                                     | 2.97 m                                        | 2.97 m                                        | 2.97 m                                        | 2.97 m                                         | 2.97 m                                         |
| 翼面積           | 188.30 m²                                    | 188.30 m²                                    | 188.30 m²                                  | 188.30 m²                                     | 197.04 m²                                     | 197.04 m²                                     | 191.30 m²                                      | 197.04 m²                                      |
| 高さ             | 8.70 m                                       | 8.99 m                                       | 8.99 m                                     | 8.99 m                                        | 8.99 m                                        | 8.99 m                                        | 8.99 m                                         | 8.99 m                                         |
| 自重             | 5,670 kg                                     | 5,350 kg                                     | 5,350 kg                                   | 6,125 kg                                      | 9,160 kg                                      | 9,200 kg                                      | 10,930 kg                                      | 10,930 kg                                      |
| 最大離陸重量     | 47,620 kg                                    | 52,160 kg                                    | 53,070 kg                                  | 54,430 kg                                     | 65,760 kg                                     | 73,480 kg                                     | 71,610 kg                                      | 73,480 kg                                      |
| 乗客             | 36                                           | 44                                           | 44                                         | 44                                            | 58                                            | 56                                            | 71                                             | 79                                             |
| 乗員             | 4                                            | 4                                            | 4                                          | 4                                             | 4                                             | 4                                             | 4                                              | 4                                              |
| 巡航速度         | 725 km/h                                     | 725 km/h                                     | 725 km/h                                   | 770 km/h                                      | 805 km/h                                      | 805 km/h                                      | 850 km/h                                       | 805 km/h                                       |
| 最大限界上昇高度 | 12,800 m                                     | 12,800 m                                     | 12,800 m                                   | 12,800 m                                      | 12,200 m                                      | 12,200 m                                      | 11,500 m                                       | 11,900 m                                       |
| 航続距離         | 2,415 km                                     | 2,850 km                                     | 2,850 km                                   | 4,065 km                                      | 4,345 km                                      | 5,190 km                                      | 4,025 km                                       | 6,900 km                                       |
| エンジン、推力   | デ・ハビランド ゴースト 50 Mk1 22.2 kN Schub | デ・ハビランド ゴースト 50 Mk2 22.8 kN Schub | デ・ハビランド ゴースト 50 Mk4 23 kN Schub | ロールス・ロイス エイヴォン 503 32.5 kN Schub | ロールス・ロイス エイヴォン 523 44.5 kN Schub | ロールス・ロイス エイヴォン 524 46.7 kN Schub | ロールス・ロイス エイヴォン 525B 46.7 kN Schub | ロールス・ロイス エイヴォン 525B 46.7 kN Schub |
| 初飛行日         | 1949年                                       | 1952年                                       | 1957年                                     | 1953年                                        | 1954年                                        | 1958年                                        | 1959年                                         | 1959年                                         |
| 製造数           | 11                                           | 10                                           | 4                                          | 22                                            | 1                                             | 28                                            | 18                                             | 28                                             |

### ニムロッド
コメットを原型として、燃費改善のためロールス・ロイス スペイターボファンエンジンに換装した対潜哨戒機ニムロッドが1967年から64機製作され、2011年の退役までイギリス空軍で現用された。
ロッキード L-188 エレクトラ同様、劣速と低燃費が哨戒機としての適性を満たし、かつ適当なサイズ、出自が旅客機のため搭載電子機器にとっても良好な居住性、長時間滞空性能、ジェット燃料使用による資材共通化などが評価された。
主翼付根にエンジンを集中配置しているため、1発停止時のトリム変化も最少で済み、哨戒時には燃料節約のため単発飛行も可能である。

### シュド カラベル

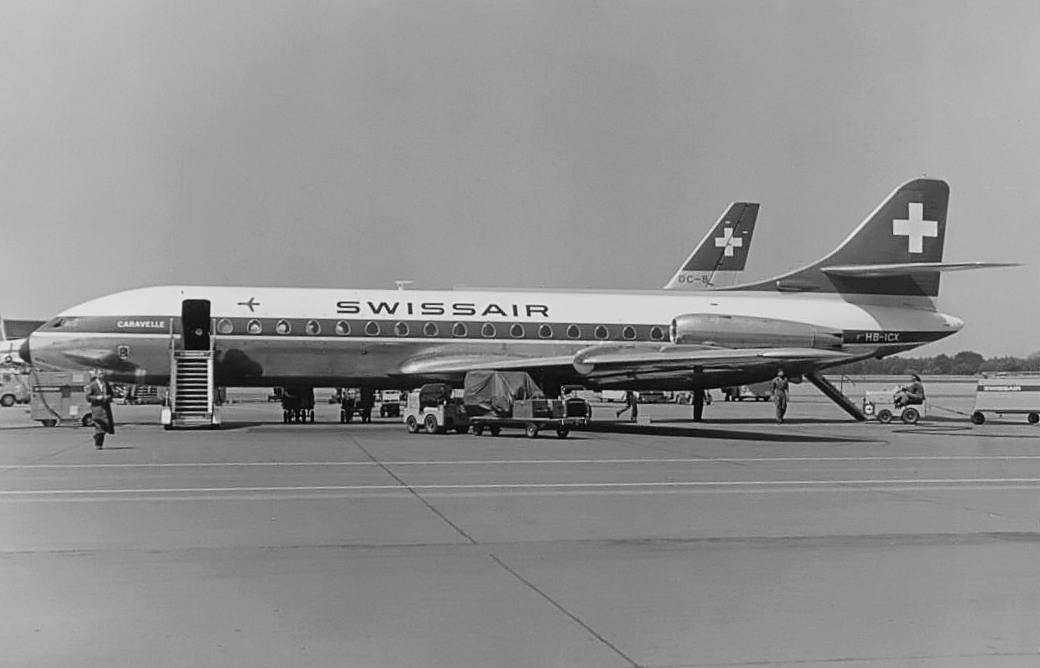
シュド・アビアシオン カラベル

エールフランスがコメット Mk.I を発注した際、短中距離向け双発ジェット旅客機の開発中だったシュド・エスト (SNACASE) 社との間で、開発期間の短縮を目的に、胴体設計、操縦系を含む運航システムの殆どを技術供与する旨の契約が交わされ、コメットの機首をそのまま流用した同機は1955年に初飛行した。
カラベルはリアエンジン方式で初めて成功したジェット旅客機となり、最終的にコメットを上回る279機が生産され、2000年代まで運航された。

## 主なカスタマー（軍用機を含む）

### 民間

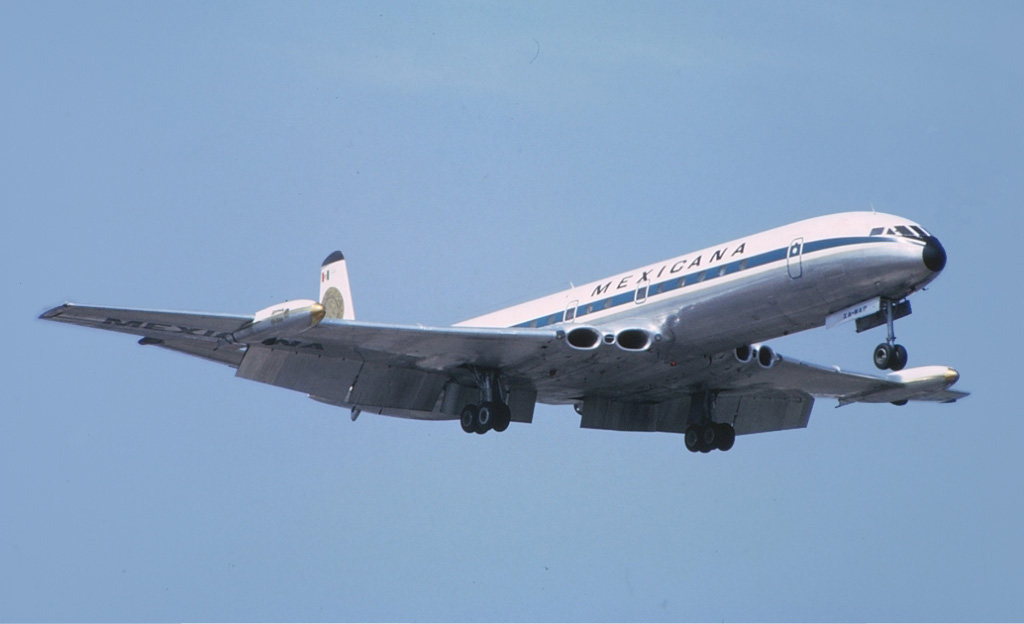
メヒカーナ航空のコメット4

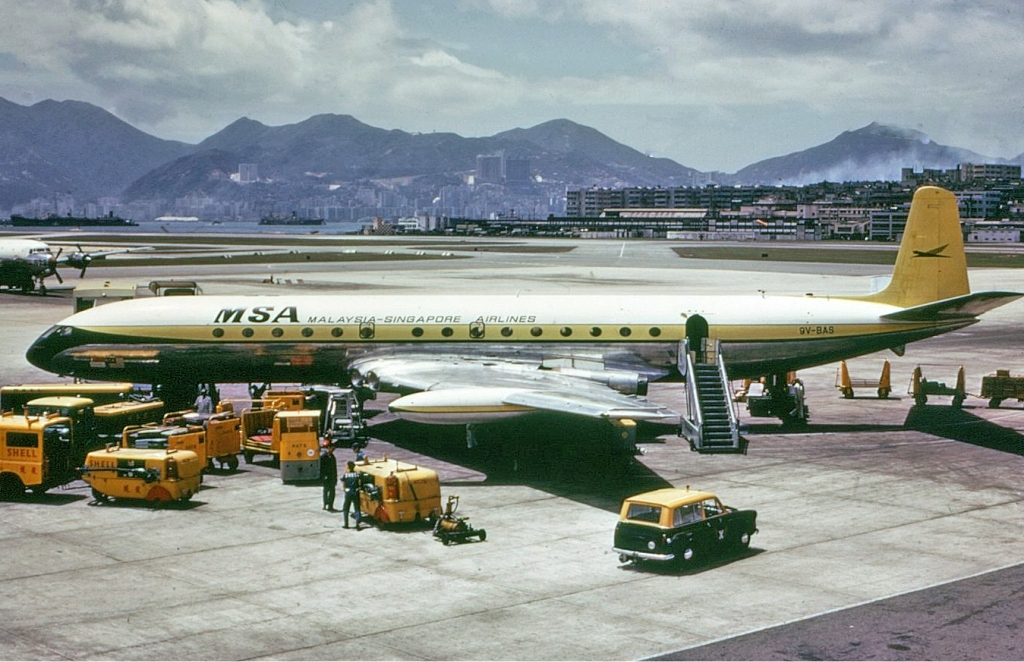
マレーシア・シンガポール航空のコメットMk.IV

- 英国海外航空 (BOAC)
  - 現在はブリティッシュ・エアウェイズ
- 英国欧州航空 (BEA)
  - 現在はブリティッシュ・エアウェイズ
- BEA エアツアーズ
- ダン・エアー
- チャネル・エアー
- エールフランス航空
- オリンピック航空
- ミドルイースト航空 (MEA)
- ユナイテッド・アラブ航空
- エジプト航空
- イースト・アフリカン航空
- スーダン航空
- メヒカーナ航空
- アルゼンチン航空
- AREAエクアドル航空

### 軍
- イギリス空軍
- カナダ空軍

## 登場作品

### 映画・テレビドラマ
『超音ジェット機』
1952年のイギリス映画。
『高い城の男』
シーズン2第3話に登場。ジョーが降り立ったベルリンの空港にて、1機がタキシングしている。

## 関連作品
- ドキュメンタリー『衝撃の瞬間4』シリーズ（『衝撃の瞬間』シリーズ シーズン4） 第8回『コメット墜落の謎』（ナショナル・ジオグラフィック）
- ドキュメンタリー『イギリス 発明の歴史』シリーズ 『1950年代 新しい時代へ』（ナショナル・ジオグラフィック）